# Волинська округа (1919)
Волинська округа — адміністративний округ, утворений 9 вересня 1919 у межах Цивільного управління східних земель (ЦУСЗ) замість Управління повітів Волині (пол. Zarząd Powiatów Wołyńskich), створеного в тій же структурі ЦУСЗ 7 червня 1919 року з тимчасовим місцем розташування резиденції у Ковелі. 

## Історія
7 червня 1919 року, згідно з розпорядженням Генерального комісара східних земель Є. Осмоловського, на зайнятих польськими військами територіях було утворено дві округи Віленську і Берестейську та Управління повітів Волині. Останнє включало Володимир-Волинський, Ковельський і Луцький повіти колишньої Волинської губернії. Вони функціонували у складі спеціальної адміністративної структури — Цивільного управління східними землями.
9 вересня 1919 р. на місці Управління повітів Волині було створено Волинську адміністративну округу, що охоплювала території Володимирського, Ковельського, Луцького, Дубнівського, Рівненського, Кременецького, Острозького та Заславського повітів. У разі подальшого просування польських військ на схід могли бути включені і інші повіти. Резиденцією цього адміністративного утворення все ще залишався Ковель. На території округи діяв окружний уряд у складі комісара, заступника, урядовців та інспекторів відділу. Така структура польської адміністрації проіснувала до 1921 р. Очолював Волинську адміністративну округу комісар, наділений законодавчою та виконавчою владою, який також був найвищим представником цивільного управління в окрузі. У своїй діяльності він підпорядковувався Генеральному комісару східних земель. Комісар округи стежив за громадською безпекою та фактично був начальником цієї служби. Також він щомісячно звітував про свою роботу перед керівництвом. З 10 жовтня 1919 р. посаду комісара було скасовано, а всіма найголовнішими справами надалі відав начальник округи. 
20 листопада 1919 р. адміністративний центр було перенесено з Ковеля в Луцьк.
Волинська округа недовго входила до ЦУСЗ. Останнє було підзвітним Ю. Пілсудському та мало реалізовувати політичну програму начальника держави щодо мирного співіснування різних національностей. Проте на ділі було інакше. На ключових посадах у системі польської адміністрації в Західній Волині в 1919 р. перебували місцеві землевласники, що перешкоджали першочерговим планам Пілсудського налагодити міжнаціональний діалог на підвладних Цивільному управлінню східних земель територіях. У Західній Волині простежувався локальний сепаратизм польської адміністрації щодо центральної влади у Варшаві. Формально виконуючи вказівки начальника держави, місцеві чиновники фактично втілювали в життя політичну програму націонал-демократів із їхніми планами беззастережної інкорпорації Західної Волині до складу Другої Речі Посполитої без проведення можливого плебісциту про політичне майбутнє краю. Крім того, національно-культурні та соціально-економічні відмінності краю спонукали до його відокремлення від Цивільного управління східних земель. На цьому наполягала громадськість усіх національностей та й самі чиновники Волинської округи. Тому 17 січня 1920 р. наказом Верховного головнокомандувача польських військ округу передано до новоствореного Цивільного управління земель Волині та Подільського фронту. 
15 березня 1920 р. утворено Сарненський повіт із п'ятьох колишніх волостей  Рівненського повіту (Висоцької, Домбровицької, Любиковицької, Немовицької i Вирівської) та трьох волостей Овруцького повіту (Кисорицької, Олевської і Юрівської).
15 травня 1920 р. Старокостянтинівський повіт перейшов із Волинської округи до Подільської.
1 червня 1920 р. Володимир-Волинський, Ковельський, Луцький, Дубенський і Рівненський (у межах із 1 серпня 1914 р.) разом з уже включеною до Рівненського повіту частиною Острозького повіту та північно-західною частиною Кременецького повіту виділено зі складу Цивільного управління земель Волині та Подільського фронту і передано під управління безпосередньо уряду Другої Польської Республіки.

## Докладний адміністративний поділ
Площа і чисельність населення на основі даних російських переписів.
| Повіт | Пл. км² | Жителів, тис. (1917) | З них україномовних, тис. (1917) | Відсоток, % |  | Повітовий центр      | Повітовий комісар                                    |
| --- | ------- | -------------------- | -------------------------------- | ----------- |  | -------------------- | ---------------------------------------------------- |
| Волинська округа |         |                      |                                  |             |  |                      |                                                      |
| Володимир-Волинський | 6.440   | 418,3                | 299,5                            | 71,6        |  | Володимир-Волинський | Тадеуш Кшижановський (до 17 січня 1920)              |
| Дубенський | 3.940   | 272,4                | 179,8                            | 66,0        |  | Дубно                | ?                                                    |
| Заславський | 3.450   | 256,8                | 191,0                            | 74,5        |  | Заслав               | М. Франковський                                      |
| Звягельський | 7.150   | 470,3                | 286,4                            | 60,9        |  | Звягель              | ?                                                    |
| Ковельський | 7.350   | 271,2                | 219,7                            | 81,0        |  | Ковель               | Тадеуш Двораковський                                 |
| Кременецький повіт | 3.322   | 270,9                | 217,0                            | 80,1        |  | Кременець            | ?                                                    |
| Луцький | 7.540   | 310,9                | 199,9                            | 64,3        |  | Луцьк                | Болеслав Грабовський → С. Мазуркевич (із січня 1920) |
| Овруцький (частина) ¹ | 10.616  | 266,4                | 218,7                            | 82,1        |  | Овруч                | ?                                                    |
| Острозький | 3.066   | 212,3                | 167,1                            | 78,7        |  | Острог               | Йозеф Крашевський                                    |
| Рівненський | 8.568   | 362,3                | 230,8                            | 63,7        |  | Рівне                | Станіслав Лада-Лобачевський                          |
| Сарненський ² | ?       | ?                    | ?                                | ?           |  | Сарни                | ?                                                    |
| Старокостянтинівський ¹ ³ | 2.560   | 232,6                | 171,4                            | 73,7        |  | Старокостянтинів     | ?                                                    |
| ¹ зайняті пізніше (точна дата приєднання відсутня) |         |                      |                                  |             |  |                      |                                                      |
| ² 15 березня 1920 р. утворено Сарненський повіт з частини Рівненського і Овруцького повітів (Dz. Urz. ZCZWiFP z 1920 r. Nr 2, poz. 20).                     |         |                      |                                  |             |  |                      |                                                      |
| ³ 15 травня 1920 р. Старокостянтинівський повіт виключено з Волинської округи і приєднано до Подільської округи (Dz. Urz. ZCZWiFP z 1920 r. Nr 8, poz. 11). |         |                      |                                  |             |  |                      |                                                      |